# Джеймс Нейсміт
Джеймс Нейсміт (англ. James Naismith нар. 6 листопада 1861 — пом. 28 листопада 1939) — винахідник баскетболу.
Нейсміт працював викладачем фізичного виховання Спрінгфілдської міжнародної тренувальної школи в штаті Массачуссетс, США. У пошуках збільшення фізичних навантажень для студентів у зимовий час він придумав подібну гру з м'ячем у залі.

## Освіта
Нейсміт народився 1861 року в місті Ремсі Тауншип (англ. Ramsay Township, зараз Олмонт, Онтаріо). 1883 року закінчив середню школу міста Олмонту (англ. Almonte High School).
Того ж року вступив до Університету Макгілла в Монреалі. Під час навчання Нейсміт виступав за університетські команди з канадського футболу, європейського футболу та гімнастики. У канадському футболі він грав на позиції центрового й першим запропонував застосовувати захисний шолом в іграх. Він також виграв декілька медалей Вікстіда за видатні успіхи в гімнастиці. Нейсміт здобув ступінь бакалавра з фізичного виховання 1888 року і диплом пресвітеріанського коледжу в Монреалі. З 1891 року Нейсміт викладав фізичне виховання і став першим в Університеті Макгілла директором з фізичного виховання, однак пізніше покинув університет і став викладачем у Християнській асоціації для юнаків (Young Men's Christian Association, YMCA), Спрінгфілд, Массачусетс. Під час навчання Нейсміт був членом студентського братства Сигма Фі Епсилон.

## Винахід баскетболу

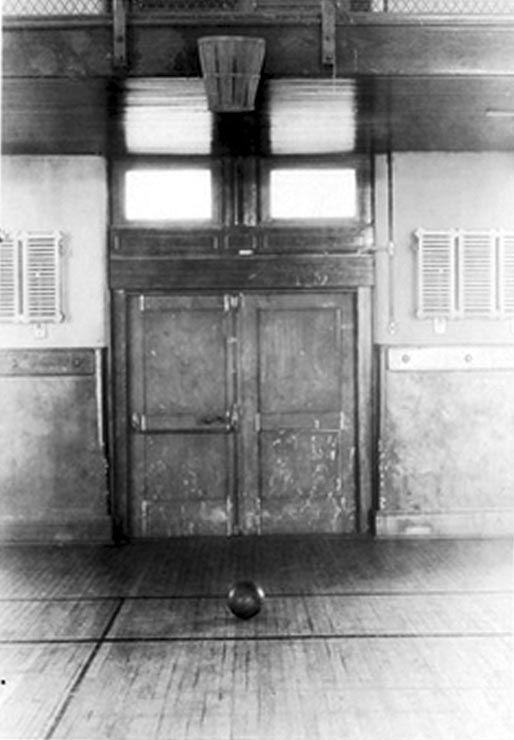
Перша баскетбольна зала, коледж молоді YMCA Спрінгфілд, Массачусетс. Кошик для персиків прикріплений до балкона.

Серед безпосередніх попередників баскетболу нерідко називають поширену в XIX столітті в деяких країнах дитячу гру «качка на скелі», з якою був добре знайомий Джеймс Нейсміт: підкидаючи невеликий камінь, гравець повинен був уразити ним вершину іншого, більшого за розміром, каменю. За твердженням біографів Нейсміта, саме в момент гри в «качку на скелі» в голові юного Джеймса зародилася в загальних рисах «концепція баскетболу». Гра остаточно дозріла, коли доктор Нейсміт почав викладати анатомію і фізкультуру в Міжнародному тренувальному коледжі молоді YMCA в містечку Спрингфілд (штат Массачусетс). Нейсміт зауважив, що студентам зимові заняття з гімнастики в залі здаються занадто одноманітними, і вирішив зайняти їх якою-небудь новою рухливою грою для розвитку спритності і координації, яку можна було б проводити в закритому приміщенні — причому відносно невеликому за своїми розмірами. У різних кінцях спортивної зали до балкона, що оперізує її по периметру, прикріпили два кошики (англ. basket — «кошик», звідси й назва нової гри «кошикі́вка») з-під фруктів (висота від підлоги до краю балкона виявилася 3 м 5 см, звідси і стандарт, якого дотримуються донині на всіх баскетбольних майданчиках світу). Студентам треба було влучити м'ячем всередину кошика. Так народився баскетбол.
Перший офіційно зареєстрований баскетбольний матч відбувся у грудні 1891 року. Проходив він не зовсім звично для нас. Так, у командах Нейсміта було по 9 гравців (доктор просто розділив групу своїх студентів порівну), а грали вони футбольним м'ячем.
Звістка про нову спортивну гру облетіла всю Америку і незабаром до коледжу, де викладав Нейсміт, почало надходити багато листів, автори яких просили надіслати їм правила гри.
15 січня 1892 року Джеймс Нейсміт уперше опублікував правила баскетболу в газеті «Трикутник», що видавалася в коледжі «Спрінгфілда». 1892 року була опублікована перша Книга правил гри в баскетбол, що містила 13 пунктів, багато з яких діють донині. Хоча де в чому «правила Нейсміта» відрізняються від сучасних.

## 13 правил баскетболу (сформульовані Джеймсом Нейсмітом)

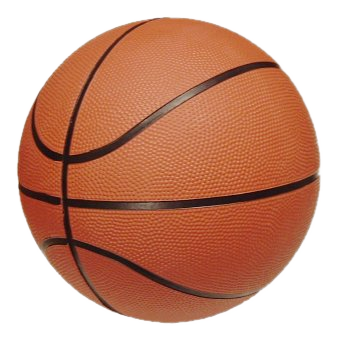
Баскетбольний м'яч

1. М'яч може бути кинутий у напрямку однією або двома руками.
2. По м'ячу можна бити однією або двома руками в будь-якому напрямку, але в жодному разі не кулаком.
3. Гравець не може бігати з м'ячем. Гравець повинен віддати пас або кинути м'яч у кошик з тієї точки, в якій він його піймав, за винятком гравця, який біжить на великій швидкості.
4. М'яч повинен втримуватися однією або двома руками. Не можна використовувати для втримання м'яча передпліччя і тіло.
5. У будь-якому разі не допускаються удари, захоплення, втримання і штовхання супротивника. Перше порушення цього правила будь-яким гравцем має фіксуватися як фол, другий фол дискваліфікує його, поки не буде забито наступний м'яч, і якщо був очевидний намір травмувати гравця — то дискваліфікація на всю гру. При цьому не дозволено замінювати дискваліфікованого гравця.
6. Удар по м'ячу кулаком — порушення пунктів правил 2 і 4, покарання описано в пункті 5.
7. Якщо кожна зі сторін робить три фоли поспіль, то фіксують гол для її противника (це означає, що за цей час супротивник не повинен зробити жодного фолу).
8. Гол зараховують, якщо кинутий м'яч, який відскочив від підлоги потрапляє в кошик і залишається там. Гравцям, що захищаються, не дозволено торкатися м'яча, або кошика в момент кидка. Якщо м'яч торкається краю і супротивники переміщують кошик, то зараховують гол.
9. Якщо м'яч іде за межі майданчика, то він повинен бути вкинутий у поле першим гравцем, який його торкнувся. У разі суперечки вкинути м'яч у поле повинен суддя. Гравцеві, що вкидає м'яч, дозволено втримувати м'яч п'ять секунд. Якщо він втримує його довше, то м'яч віддають супротивнику. Якщо кожна зі сторін намагається затягувати час, суддя повинен дати їм фол.
10. Суддя повинен стежити за діями гравців і за фолами, а також повідомляти рефері про три фоли, зроблені підряд. Він наділяється владою дискваліфікувати гравців відповідно до правила 5.
11. Рефері повинен стежити за м'ячем і визначати, коли м'яч перебуває в грі (у межах майданчика) і коли йде в аут (за межі майданчика), визначати яка зі сторін повинна володіти м'ячем, а також виконувати будь-які інші дії, які зазвичай виконують рефері.
12. Гра складається з двох половин по 15 хвилин кожна з перервою 5 хвилин між ними.
13. Сторона, що закинула більше м'ячів за цей проміжок часу, переможець.

## Особисте життя
Нейсміт узяв шлюб 1894 року з Мод Шерман. У них було п'ятеро дітей. Нейсміт здобув вищу медичну освіту.